# Loch Torridon
Loch Torridon (auf Gälisch Loch Thoirbheartan) ist ein Sea loch in den Highlands an der schottischen Westküste. Er ist durch zwei Landengen in drei Teile unterteilt, im Mündungsbereich den bis zu fünf Kilometer breiten Outer Loch Torridon, anschließend Loch Shieldaig und schließlich landwärts Upper Loch Torridon. Die Bucht mündet in den Meeresarm The Minch, der zwischen den Äußeren Hebriden und dem schottischen Festland liegt.
Die Torridonian Supergroup, eine geologische Formation, ist nach dem Loch benannt.

## Geografie
Nach Süden wird der insgesamt etwa 22 Kilometer lange Loch Torridon von der Halbinsel Applecross begrenzt. Im Norden werden Upper Loch Torridon und Loch Shieldaig von den auf rund 1000 Meter aufragenden Torridon Hills mit den Bergmassiven des Beinn Alligin und des Liathach überragt. Westlich schließt sich der flachere Shieldaig Forest an. An der Mündung in den Minch ist Loch Torridon zwischen den Landspitzen Rubha na Fearna im Süden und Red Point im Norden gut 5 Kilometer breit. Etwa neun Kilometer von der Mündung entfernt verengt sich outer Loch Torridon auf etwas über 700 Meter, um sich dann in Loch Shieldaig wieder auf gut 2 Kilometer zu erweitern. Die anschließende, lediglich etwa 300 Meter breite Meerenge Rubha na h-Airde Ghlaise leitet in den etwa 1,5 Kilometer breiten Upper Loch Torridon.

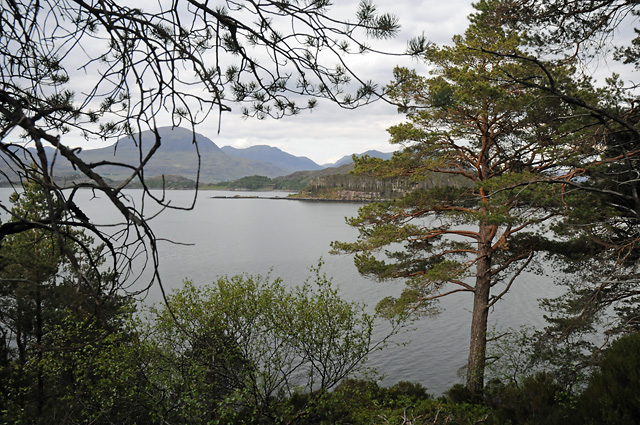
Loch Shieldaig und Shieldaig Island

Loch Torridon besitzt einige kleine Inseln, darunter Shieldaig Island am Südufer, das etwa seit Mitte des 19. Jahrhunderts dicht mit Waldkiefern (Scots Pine) bewachsen ist und seit 1970 dem National Trust for Scotland gehört. Wichtigster Zufluss ist der River Torridon, der am östlichen Ende in den Upper Loch Torridon mündet. Weitere Zuflüsse sind der in einem Tal zwischen Beinn Alligin und Liathach verlaufende Abhainn Coire Mhic Nobaill, der westlich von Lower Diabaig mündende Craig River sowie der zwischen Torridon und Shieldaig am Südufer mündende, aus dem Loch Damh entspringende River Balgy.
Am östlichen Ende von Loch Torridon liegt die gleichnamige Ortschaft nördlich des River Torridon. Über eine schmale Single track road am Nordufer sind die kleinen Ansiedlungen Inveralligin, Alligin Shuas sowie Upper und Lower Diabaig zu erreichen. Am Südufer entlang verläuft die von Kinlochewe kommende A896 über Torridon bis Shieldaig. In Shieldaig zweigt eine Straße auf die Halbinsel Applecross ab, an der im weiteren Verlauf entlang des Südufers noch einige Farmen und Cottages liegen.

## Fischerei
Die Fischerei im Loch Torridon hat eine lange Tradition. Bereits 1786 wurde mit der Torridon Fishery Company eine erste Gesellschaft gegründet, von der allerdings lediglich noch ein paar Ruinen auf der Halbinsel Aird Mhoir am Südufer zwischen Torridon und Shieldaig zeugen. Schwerpunkt war damals der Heringsfang.
Heute ist Loch Torridon Standort mehrerer Lachsfarmen. Die Fischerei im Loch konzentriert sich seit den 1960er Jahren auf den Fang von Kaisergranat (Scampi), daneben werden auch Hummer, Garnelen und Schalentiere gefischt. Rund 20 Boote sind in den Uferorten beheimatet, nach dem Tourismus ist die Fischerei der wichtigste Wirtschaftszweig. Die Fischerei in Loch Torridon gehörte zu den ersten, die das Prüfsiegel des Marine Stewardship Council für nachhaltige Fischerei erhielt. Es wurde allerdings aufgrund von Überfischung im Januar 2011 wieder aberkannt.

## Populäre Kultur
Im Jahr 2017 fanden am Loch Torridon Dreharbeiten für die Filmproduktion King Arthur: Legend of the Sword von Guy Ritchie statt. 2022 diente das Loch Torridon als Drehort für die Fernsehserie Simon Becketts Die Chemie des Todes. Dabei diente der Hafen von Diabaig als Hafen einer fiktionalen Hebrideninsel.